# Биосферен парк
Биосферният парк е вид парк, създаван за постепенен преход от строго контролиран биосферен резерват към територията с обикновена околна среда.
Термините „биосферен резерват“ и „биосферен парк“ не са понятия, регламентирани в българския Закон за защитените територии, но се използват за управление на такива защитени територии в България.
Първоначално биосферният резерват е само изолирана, строго охранявана територия с уникална флора и фауна, която служи за еталон на първичното състояние на екосистемата. Резерватите са предназначени за оценка на човешкото влияние и за научни изследвания. НРБ се присъединява през 1977 г., като обявява 17 биосферни резервата, които имат статут на строги природни резервати по българското законодателство.
На конференция в Севиля, Испания през 1995 г. е приета нова стратегия за биосферните резервати (позната след това като Севилска стратегия) за постигане на хармонично съжителство между човека и природата, както и устойчиво развитие. Обособяват се 3 зони с постепенно отслабване на контрола върху дейностите в тях, определени в чл. 4, т. 5 от Нормативната рамка на Световната мрежа от биосферни резервати:
- централни / сърцевинни зони (core zones) – законово създадени резервати (зони със строга защита);
- буферни зони – граничещи с централните зони, с разрешени дейности, съвместими с природозащитните цели;
- преходни зони – прилежащи зони с насърчено устойчиво управление на ресурсите и опазване на природата.[1]

Такова зониране се определя от съответното национално правителство, предложенията се оценяват на международно ниво и след обявяването им зоните остават под държавна юрисдикция. През юни юни 2017 г. Междуправителственият координационен съвет по програмата „Човекът и биосферата“ на ЮНЕСКО одобрява 4 биосферни парка в България: Сребърна, Узунбуджак, Централен Балкан, Червената стена.